# Krasznij Kljucs
Krasznij Kljucs (orosz betűkkel: Красный Ключ, baskír nyelven: Красный Ключ) falu Oroszországban, a Baskír Köztársaságban, a Miskinói járásban.

## Népesség
- 2002-ben 6 lakosa volt, melynek 83%-a mari.
- 2010-ben 3 lakosa volt.